# カシュガル市
カシュガル市または喀什市（かしし、ウイグル語: قەشقەر, ラテン文字転写: Qeshqer; ケシケル市、中国語: 喀什市, 拼音: Kāshíshì）は、中華人民共和国新疆ウイグル自治区カシュガル地区に位置する県級市である。同地区の首府が設置される。

## 概要
人口の80%は土着のウイグル族など少数民族が占める。カシュガル大都市圏人口は120万人に達する。古くからシルクロードの要衝として、またイスラームの拠点都市としても発展し、国家歴史文化名城、中国の5A級観光地（2015年認定）に指定されている。

## 地理
タクラマカン砂漠西端に位置するオアシス都市で、中華人民共和国最西端の町である。天山山脈の麓に位置し、標高は1200メートル。地勢は平坦で、土地は肥沃であり、モモ、ブドウ、イチジク、アンズなどの果実を産出する。中央アジアやインド、中国本土から延びる交通路が交わり、古くから交通の要衝であった。1999年12月、南疆鉄道のコルラ-カシュガル間が開通し、ウルムチほか中国各都市からの鉄道アクセスの基盤が整った。タシュクルガン、クンジュラブ峠を経るカラコルム・ハイウェイ（中パ公路）でパキスタン北部フンザ、ギルギットと、ヤルカンド、カルギリク（葉城）を経る新蔵公路で西チベット、アリ（阿里）、プラン（普蘭）と結ばれる。

### 気候
砂漠気候に属する。年間降水量は64.0 mmにしかならず、1年を通して非常に乾燥している。夏季は暑く7月の平均気温は25.6℃、日中は30度を越す。冬は寒いが1月の平均気温が-5.1℃とウルムチなどに比べるとそれほど厳しい寒さではない。
| カシュガル市（1981年 − 2010年）の気候    | カシュガル市（1981年 − 2010年）の気候 | カシュガル市（1981年 − 2010年）の気候 | カシュガル市（1981年 − 2010年）の気候 | カシュガル市（1981年 − 2010年）の気候 | カシュガル市（1981年 − 2010年）の気候 | カシュガル市（1981年 − 2010年）の気候 | カシュガル市（1981年 − 2010年）の気候 | カシュガル市（1981年 − 2010年）の気候 | カシュガル市（1981年 − 2010年）の気候 | カシュガル市（1981年 − 2010年）の気候 | カシュガル市（1981年 − 2010年）の気候 | カシュガル市（1981年 − 2010年）の気候 | カシュガル市（1981年 − 2010年）の気候 |
| 月                                       | 1月                                   | 2月                                   | 3月                                   | 4月                                   | 5月                                   | 6月                                   | 7月                                   | 8月                                   | 9月                                   | 10月                                  | 11月                                  | 12月                                  | 年                                    |
| ---------------------------------------- | ------------------------------------- | ------------------------------------- | ------------------------------------- | ------------------------------------- | ------------------------------------- | ------------------------------------- | ------------------------------------- | ------------------------------------- | ------------------------------------- | ------------------------------------- | ------------------------------------- | ------------------------------------- | ------------------------------------- |
| 最高気温記録 °C （°F）                   | 18.9 (66)                             | 19.8 (67.6)                           | 29.2 (84.6)                           | 34.1 (93.4)                           | 34.5 (94.1)                           | 38.2 (100.8)                          | 38.2 (100.8)                          | 39.2 (102.6)                          | 35.0 (95)                             | 30.6 (87.1)                           | 25.2 (77.4)                           | 19.2 (66.6)                           | 39.2 (102.6)                          |
| 平均最高気温 °C （°F）                   | 0.6 (33.1)                            | 6.1 (43)                              | 14.5 (58.1)                           | 22.4 (72.3)                           | 26.7 (80.1)                           | 30.3 (86.5)                           | 32.0 (89.6)                           | 30.9 (87.6)                           | 26.6 (79.9)                           | 20.0 (68)                             | 11.2 (52.2)                           | 2.3 (36.1)                            | 18.6 (65.5)                           |
| 日平均気温 °C （°F）                     | −4.8 (23.4)                           | 0.4 (32.7)                            | 8.5 (47.3)                            | 15.7 (60.3)                           | 20.1 (68.2)                           | 23.8 (74.8)                           | 25.6 (78.1)                           | 24.4 (75.9)                           | 19.6 (67.3)                           | 12.5 (54.5)                           | 4.4 (39.9)                            | −2.8 (27)                             | 12.3 (54.1)                           |
| 平均最低気温 °C （°F）                   | −9.6 (14.7)                           | −4.9 (23.2)                           | 2.6 (36.7)                            | 8.9 (48)                              | 13.4 (56.1)                           | 16.8 (62.2)                           | 18.8 (65.8)                           | 17.6 (63.7)                           | 12.5 (54.5)                           | 5.4 (41.7)                            | −1.4 (29.5)                           | −7.0 (19.4)                           | 6.1 (43)                              |
| 最低気温記録 °C （°F）                   | −22.3 (−8.1)                          | −21.8 (−7.2)                          | −10 (14)                              | −3.6 (25.5)                           | 3.7 (38.7)                            | 6.8 (44.2)                            | 7.9 (46.2)                            | 9.4 (48.9)                            | 3.2 (37.8)                            | −3.8 (25.2)                           | −11.1 (12)                            | −21.4 (−6.5)                          | −22.3 (−8.1)                          |
| 降水量 mm （inch）                       | 2.7 (0.106)                           | 3.7 (0.146)                           | 7.2 (0.283)                           | 5.1 (0.201)                           | 11.2 (0.441)                          | 9.1 (0.358)                           | 9.2 (0.362)                           | 7.7 (0.303)                           | 6.3 (0.248)                           | 5.5 (0.217)                           | 2.1 (0.083)                           | 1.6 (0.063)                           | 71.4 (2.811)                          |
| 平均降水日数 （≥0.1 mm）                 | 2.2                                   | 2.1                                   | 2.3                                   | 1.6                                   | 2.9                                   | 3.5                                   | 3.7                                   | 3.7                                   | 2.5                                   | 1.1                                   | 0.6                                   | 1.7                                   | 27.9                                  |
| % 湿度                                   | 66                                    | 56                                    | 45                                    | 38                                    | 40                                    | 40                                    | 43                                    | 48                                    | 53                                    | 56                                    | 60                                    | 69                                    | 51.2                                  |
| 平均月間日照時間                         | 154.9                                 | 160.1                                 | 184.5                                 | 213.7                                 | 255.6                                 | 304.3                                 | 312.2                                 | 287.5                                 | 259.4                                 | 239.9                                 | 196.2                                 | 158.0                                 | 2,726.3                               |
| 日照率                                   | 52                                    | 53                                    | 50                                    | 54                                    | 58                                    | 68                                    | 69                                    | 68                                    | 70                                    | 69                                    | 65                                    | 54                                    | 61.5                                  |
| 出典1：China Meteorological Organisation |                                       |                                       |                                       |                                       |                                       |                                       |                                       |                                       |                                       |                                       |                                       |                                       |                                       |
| 出典2：中国气象数据网                    |                                       |                                       |                                       |                                       |                                       |                                       |                                       |                                       |                                       |                                       |                                       |                                       |                                       |

## 行政区画
8街道、2鎮、9郷を管轄：
- 街道弁事処：チャサ街道（恰薩街道）、亜瓦格街道、オステンボイ街道（吾斯塘博依街道）、庫木代爾瓦扎街道、西域大道街道、迎賓大道街道、東湖街道、西公園街道
- 鎮：ネゼルバグ鎮（乃則爾巴格鎮）、シャマラバグ鎮（夏馬勒巴格鎮）
- 郷：デョレトバグ郷（多来特巴格郷）、コガン郷（浩罕郷）、セメン郷（色満郷）、ハンディ郷（荒地郷）、パハテクレ郷（帕哈太克里郷）、ベシケレム郷（伯什克然木郷）、アワト郷（阿瓦提郷）、イェンギオシタン郷（英吾斯坦郷）、アクカシ郷（阿克喀什郷）

## 歴史
古代には疏勒国の国都であった。タリム盆地周辺には古くからトカラ語系の人々が住んでいた。疏勒国もそのひとつである。
匈奴が強盛の時代にはその間接支配を受けたが、中国が統一され、漢が西方に進出して西域都護府を設置すると、その勢力下に入った。
その後も中国の勢力が後退すると、柔然や突厥など北方民族の間接支配下に落ちたり、唐が安西都護府を設置すると、安西四鎮のひとつである疏勒都督府が置かれたりした。
疏勒はタリム盆地南部を通るシルクロード南路の要所であり、この地を訪れた唐の玄奘は疏勒を仏教が盛んな国であると記述している。
唐がタラス河畔で敗れた後は、共にテュルク語話者のカルルクに属する熾俟（Čigil）国が領有していたが、北方のモンゴル高原で突厥に代わったウイグルが9世紀に衰亡してキルギスに滅ぼされ、ウイグル人が大挙西遷してタリム盆地に入った際に熾俟国も服属したとみられる。
ウイグルは土着のトカラ語系民族と混血し、この地の言語はテュルク化（ウイグル化）する。さらに10世紀には最初のテュルク系イスラム王朝であるカラハン朝の勢力がパミール高原を越えてカシュガルに延び、その王都となったこともある。
宋代には契丹族が建てた西遼に属し、元代にはチャガタイ・ハン国の陪都となり、明代にはヤルカンド・ハン国に属した。このような歴史のなかでカシュガルはイスラム化したウイグル人の中心的都市となる。清代に入ると、乾隆帝の新疆征服により、カシュガル直隷州が設置され、新疆南部を統治する参賛大臣が駐在した。
清末の混乱期にはコーカンド・ハン国から来たヤクブ・ベクがカシュガルを拠点に一時タリム盆地一帯を支配したが、左宗棠により討伐されている。
清朝滅亡後、1913年に疏勒県が設置され、1933年から翌年にかけて短期間であるが東トルキスタン・イスラム共和国がこの地に成立したこともある。
中華人民共和国成立後、1952年には疏勒県からカシュガル市が分置された。1986年対外開放され、同時に国家歴史文化名城に指定された。市内にはカシュガル地区行政公署が設置されている。
ウイグル族などの少数民族が多い土地であるため民族問題を抱えており、2014年7月には中国最大の清真寺（モスク）であるエイティガール寺院のイマームのジュメ・タヒール師が殺害される事件が起きている。

## 政治

### 軍事
中国人民解放軍蘭州軍区（大軍区）に所属する新疆軍区の第6自動化歩兵師団司令部や武装警察部隊、新疆生産建設兵団3個師団が駐屯する。

## 対外関係

### 姉妹都市・提携都市
- ギルギット（パキスタン・イスラム共和国 ギルギット・バルティスタン）- 2009年（平成21年）5月提携。
- マラッカ（マレーシア連邦 ムラカ州）- 2012年（平成24年）2月提携。

## 教育

### 大学
- カシュガル大学

## 交通

### 空港
- カシュガル空港

### 鉄道
- 南疆線
  - カシュガル駅

### 道路
- 高速道路
  -  吐和高速道路
  -  麦喀高速道路
- 国道
  - カラコルム・ハイウェイ
  - 314国道、315国道

## 観光
エイティガール寺院、かつてのカシュガルの統治者アバク・ホジャ一族の墓（香妃墓とも呼ばれる）、イスラム色あふれるバザールが観光の中心である。郊外にも仏教国ホータンとの戦いで戦死したカラハン朝大ハンアルスラン・ハーン（獅子王）の墓や古代遺跡が多い。隣国パキスタンからの観光客が最も多いが、二番目に多いのが日本人である。古代より続く巨大なバザールでは、食料や衣類などの生活物資、家畜、電化製品はじめ、中国や周辺諸国の特産物が販売されている。
郊外の観光地としては、カラクリ湖、ウパール村の月曜バザールなどがある。

アパク・ホジャの墓（マザール）
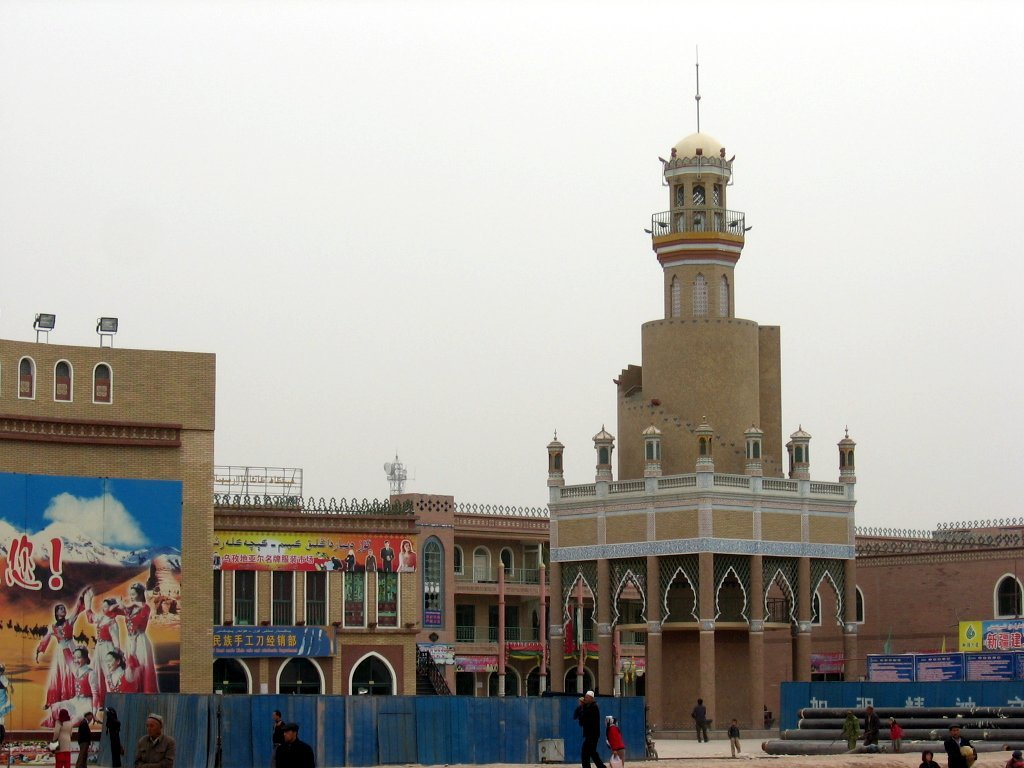
エイティガールモスク付近のミナレット
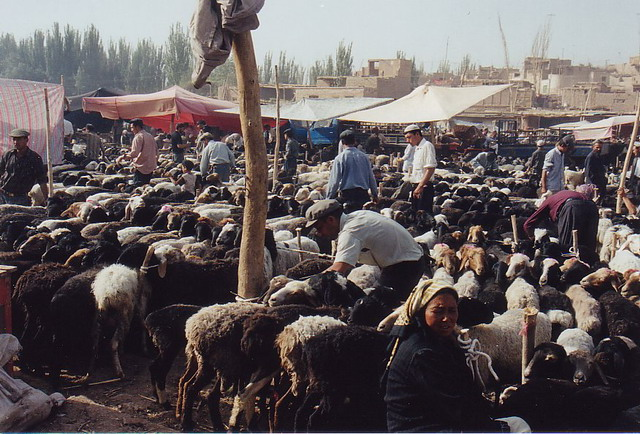
市場の風景
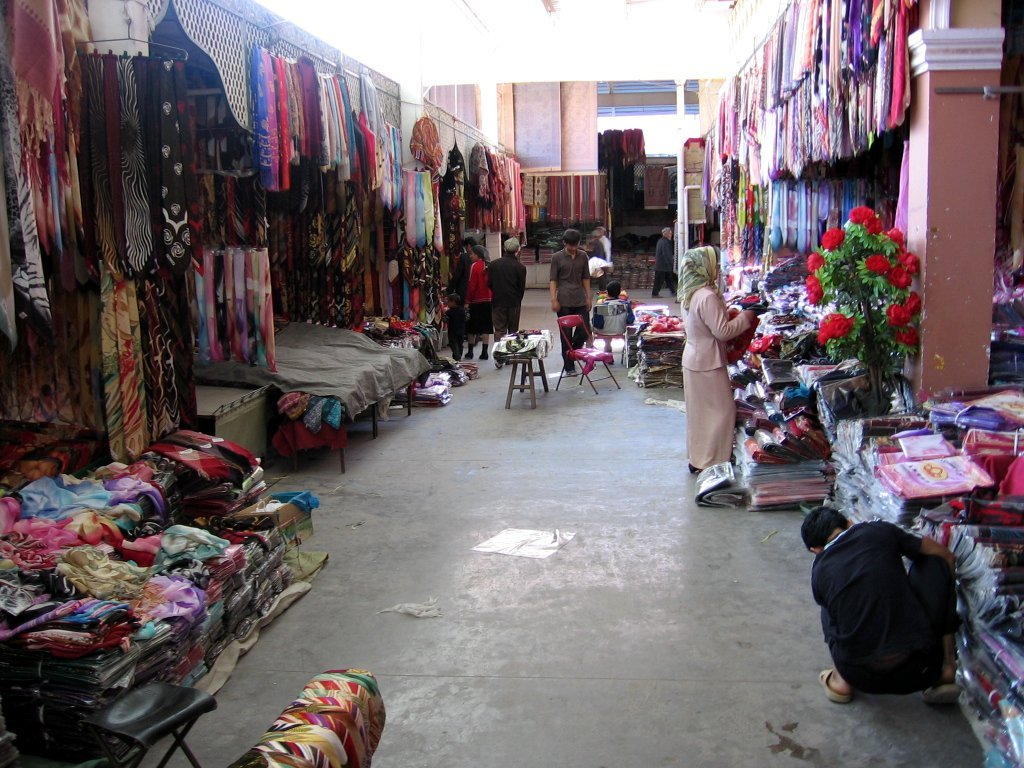
「日曜市」の風景